# The Prelude

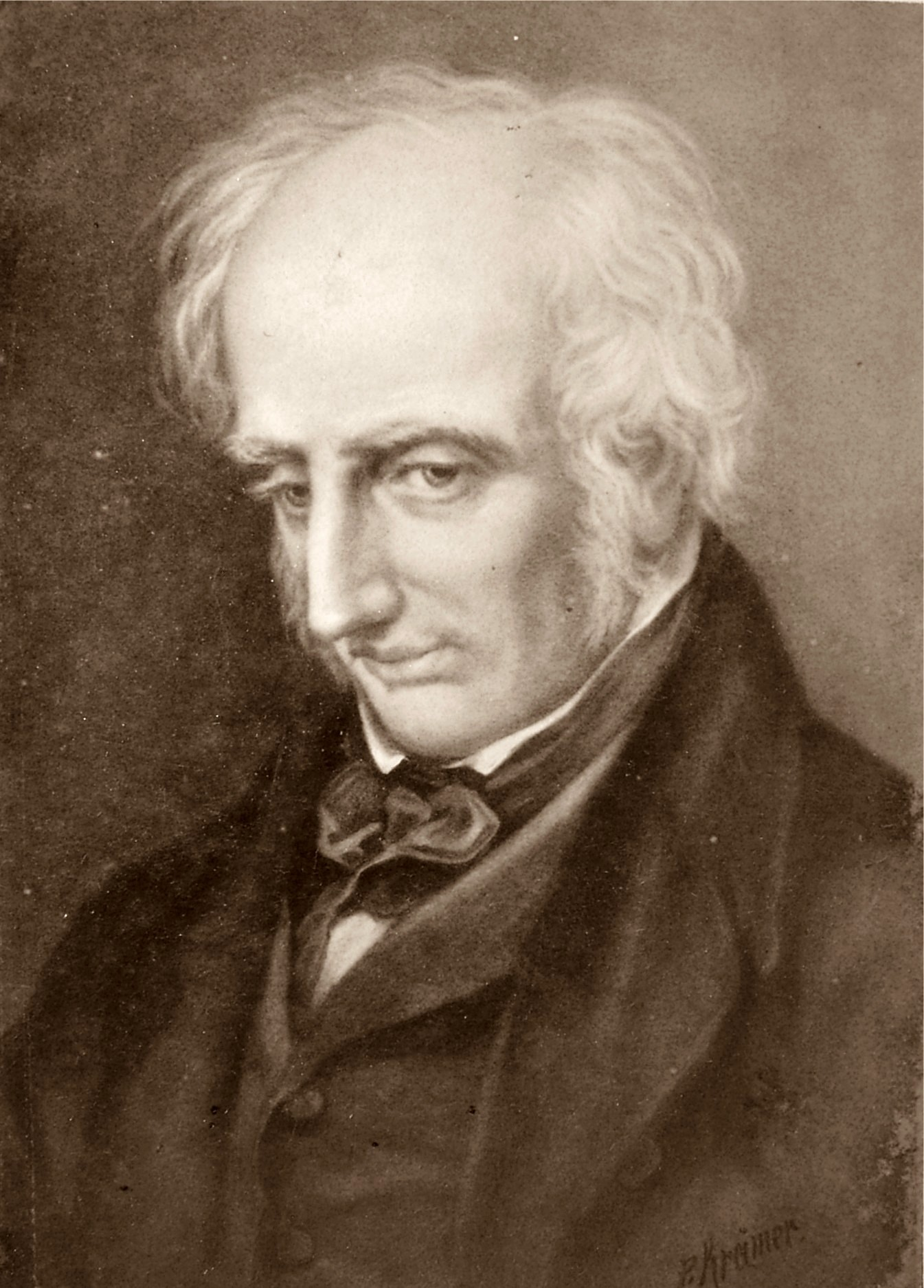
William Wordsworth

The Prelude; or, Growth of a Poet's Mind (De Prelude; of Groei des Dichters Geest) is een autobiografisch, episch gedicht in blank vers van de Engelse dichter William Wordsworth (1770-1850). Het centrale thema van dit lange gedicht is de ontwikkeling van de verteller als dichter. Hij gaat op zoek naar de krachten die zijn verbeelding hebben gevormd en reflecteert op zijn geestelijke crisis en herstel. Wordsworth schreef de eerste versie toen hij 28 jaar was en bleef er de rest van zijn leven aan verder werken zonder het te publiceren. Hij gaf het ook nooit een titel; hij noemde het "Gedicht (titel nog niet vastgelegd) opgedragen aan Coleridge" en verwees er in zijn brieven aan zijn zuster Dorothy naar als "het gedicht over mijn geestelijke groei" ("the poem on the growth of my own mind"). Pas drie maanden na zijn dood, in 1850, werd het bij het grote publiek bekend als The Prelude, een titel die zijn vrouw Mary het had gegeven. De naam verwijst ernaar dat Wordsworth dit gedicht oorspronkelijk gepland had als inleiding op een ander, groots opgevat werk, dat hij echter nooit heeft voltooid.

## Achtergrond
Toen Wordsworth in 1798 aan deze compositie begon, was hij al enkele jaren teruggekeerd uit Frankrijk, gedesillusioneerd over de Franse Revolutie en depressief over zijn scheiding van Annette Vallon, een Frans meisje dat hij daar had leren kennen. Hij woonde sinds 1795 samen met Dorothy, niet alleen zijn zuster, maar ook zijn beste vriendin en vertrouweling. Datzelfde jaar ontmoette hij Samuel Taylor Coleridge en hun samenwerking leidde in 1798 tot de gedichtenbundel Lyrical Ballads, die een hoeksteen werd van de Engelse romantiek. Veel van Wordsworths beste gedichten ontstonden in het decennium 1797-1807, een periode waarin de dichter zijn met Coleridge gedeelde visie over een subjectieve poëzie vormgaf. Het gedicht The Prelude begint in zijn jeugd en eindigt in 1798 wanneer hij vindt dat zijn vormende jaren waren verstreken en zijn poëtische krachten tot wasdom waren gekomen. Dat jaar voelde hij zich klaar om een groots episch werk aan te vatten.

## Spirituele autobiografie
In dit werk reflecteert Wordsworth op zijn poëtische roeping zoals die zich geleidelijk ontwikkelde in de loop van zijn leven. De focus en de stemming van het gedicht verschillen echter sterk van de neoklassieke periode en plaatsen het veeleer in de romantiek. Terwijl John Milton (die hij met naam noemt in versregel 181 van Book First, Editie 1805) in Paradise Lost Gods schepping en de zondeval van de mens herschrijft om "de wegen van God ten opzichte van de mens te rechtvaardigen", kiest Wordsworth zijn eigen geest en verbeelding als een waardig onderwerp voor een episch gedicht.
In deze spirituele autobiografie maakt Wordsworth gebruik van de metafoor dat het leven een reis is waarbij het einde samenvalt met het begin. Het gedicht begint met de beschrijving van een letterlijke reis met als bestemming het dal van Grasmere. The Prelude vertelt ook een aantal latere reizen, met name de oversteek van de Alpen in boek 6 en, in het begin van het laatste boek als climax, de beklimming van de Snowdon. In de loop van het gedicht worden dergelijke letterlijke reizen het metaforische vehikel voor een spirituele reis - de zoektocht in het geheugen van de dichter.
The Prelude begint met een evocatie van de kindertijd die de dichter in het Engelse Lake District doorbracht. Vanuit dat onschuldige leven ontplooit zijn poëzie zich en daarna begint hij de groei van zijn jeugdige geest te onderzoeken. Het gedicht volgt zijn ontwikkeling vanaf de haast dierlijke genoegens van het jonge kind met zijn intense zintuiglijke leven naar de sensuele passie van de adolescent, ten slotte uitkomend bij het volwassen bewustzijn en zijn gevoel voor de menselijke en morele wereld. Aan de eerste fase die het kind doormaakt komt een einde wanneer het begint het menselijk lijden te begrijpen. Dan begint een spirituele interpretatie van de natuur. Deze gedachten en de manier waarop Wordsworth in zijn gedichten de natuur als een levend wezen beschrijft worden ook 'natuurlijk pantheïsme' genoemd. Het pantheïsme is bij de jonge Wordsworth vooral aanwijsbaar wanneer hij spreekt over de eenheid van God, mens en natuur, en wanneer hij het in The Prelude heeft over The interior life [...] In which all beings live with god, are lost in god and nature, in one mighty whole. Het was overigens vooral zijn vriend Coleridge die met filosofie en met name Spinoza bezig was en hij vatte het spinozisme samen als: "Each thing has a life of its own, and we are all one life" (Ieder ding heeft zijn eigen leven en samen zijn we één leven).

## Structuur

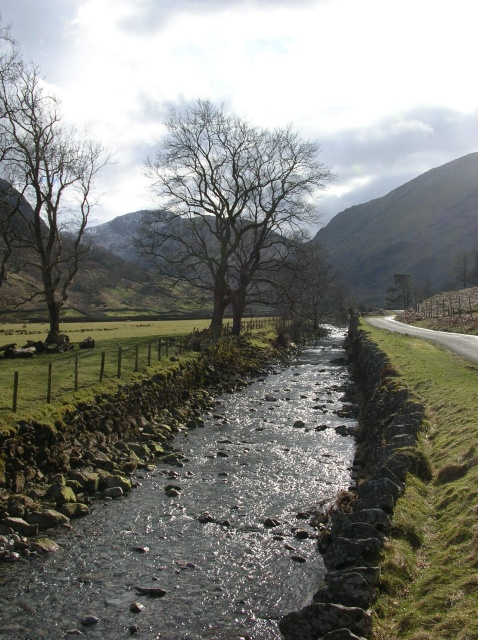
De Derwent

Oorspronkelijk was The Prelude bedoeld als proloog van een lang, driedelig filosofisch gedicht dat Wordsworth The Recluse wilde noemen. De structuur voor dat werk had zijn vriend en medewerker Coleridge op zijn verzoek uitgedacht en hem in een brief toegestuurd. Niettegenstaande Wordsworth met dit plan al zo vroeg begonnen was en er nog mee bezig was tot kort voor zijn dood, slaagde hij er alleen in om The Prelude en het tweede deel van The Excursion af te krijgen. Van de rest van de geplande delen schreef Wordsworth slechts enkele fragmenten. Het gedicht heeft geen strofen en elk 'book' leest als één lange, ononderbroken toespraak. Wordsworth was een bewonderaar van die andere grote epische dichter, John Milton, en laat op dezelfde manier zijn versregels op de volgende lijn doorlopen, wat enjambement wordt genoemd. In het weergegeven fragment hiernaast is goed te zien, en vooral te horen, dat Wordsworth zijn regels niet per se laat rijmen, maar een stuwend ritme met vijfvoetige jamben in blank vers toepast:
That one,/ the fai/rest of /all ri/vers, loved
To blend/ his mur/murs with /my nur/se's song
In het gedicht zijn drie opeenvolgende delen te onderscheiden: Boeken 1 tot 7 bieden een fantasievolle beschrijving van zijn jeugd en studietijd; boek 8 is hiervan een soort reprise; boeken 9 en 10 (en 11 in de editie van 1850) worden "The Revolution Books" genoemd en beelden zijn avonturen in Frankrijk en Londen af, in een meer verhalende stijl; boeken 11, 12 en 13 (12 - 14 voor editie 1850) zijn vooral metafysisch en zijn gewijd aan een poging om tot een filosofie van de kunst te komen, waarbij het laatste deel, boek 13, een kleine samenvatting geeft. Elk van deze drie secties komt ongeveer overeen met een fase in Wordsworths ontwikkeling als dichter en met een periode in zijn leven. De eerste dateert uit de tijd van zijn intuïtieve afhankelijkheid van de natuur, toen hij eenvoudige en elegante teksten schreef. De tweede representeert de periode van zijn sterke en inspirerende sonnetten en odes toen hij hoog opliep met de vrijheidsidealen van de Franse Revolutie en het rationalisme van William Godwin. Het laatste deel valt samen met zijn latere orthodoxere jaren, toen hij werken schreef zoals The Excursion en Ecclesiastical Sonnets. The Prelude staat op het kruispunt van deze ontwikkeling, want het bevat passages in de drie verschillende stijlen.
Fragment uit The Prelude over de rivier Derwent
Was it for this

That one, the fairest of all rivers, loved 

To blend his murmurs with my nurse's song,

And, from his alder shades and rocky falls,

And from his fords and shallows, sent a voice

That flowed along my dreams? For this, didst thou,

O Derwent! winding among grassy holms

Where I was looking on, a babe in arms,

Make ceaseless music that composed my thoughts

To more than infant softness, giving me

Amid the fretful dwellings of mankind

A foretaste, a dim earnest, of the calm

That Nature breathes among the hills and groves.

...
Vertaling
Was het daarvoor

Dat een der allermooiste rivieren placht

haar gemurmel te vermengen met 't wiegelied

van mijn verzorgster en, vanuit het lommer 

van elzen en rotsige schietstroom en haar ondiepten, 

een stem zond die stroomde langs mijn dromen? 

Want dit deed jij, O Derwent! vloeiend tussen 

grasrijke eilandjes waar ik als zuigeling

naar keek, je gestage muziek aanhorend

die mijn gedachten vormde tot kindse zachtheid, 

als voorproef voor mij en de gejaagde mens, 

een vermoeden van de rust die Natuur 

ademt tussen de heuvels en de boomgaarden.

...
— Jules Grandgagnage

Hierna volgt een korte samenvatting van de dertien hoofdstukken ('books') van de editie uit 1805, de door critici meest geprezen versie. In totaal gaat het om circa 8500 versregels.

## Inhoud

### Boek 1: Introductie, kindertijd en schooltijd
O welcome messenger! O welcome friend!
A captive greets thee, coming from a house
Of bondage, from yon city’s walls set free— Book First, 5-7
O welkome boodschapper! O welkome vriend!
Een gevangene begroet u, komend uit een huis
Van slavernij, bevrijd van gindse stadsmuren

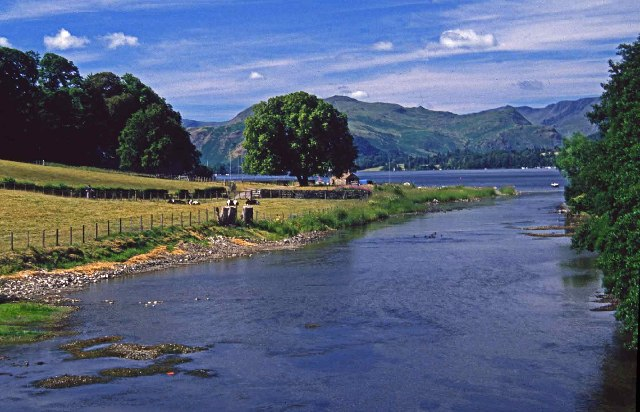
Het meer van Ullswater, tafereel van Wordsworths Boat-Stealing Episode.

Het is een prachtige herfstdag en als de dichter de stadsmuren van Londen achter zich laat, begroet hij de wind als een boodschapper en vriend voor betere tijden. In Londen voelde Wordsworth zich als een gevangene (a captive) in een stad als een huis van slavernij (a house of bondage). Hij betreurt het dat hij te veel tijd heeft doorgebracht in de grootstad en dat hij er nu pas is in geslaagd om naar zijn geliefde Lake District terug te keren, waar hij zijn kindertijd en adolescentie doorbracht. Met behulp van flashbacks beschrijft hij die gelukkige tijd en de ontwikkeling van zijn jonge dichterlijke geest.
Een van de belangrijkste concepten van Wordsworths autobiografische epos is dat onze identiteit en karakter worden gevormd door bijzondere ogenblikken in ons bestaan ("spots of time") die onze geest voeden en in een bepaalde richting stuwen. Voor Wordsworth zelf gaat het om memorabele ontmoetingen met de natuurlijke wereld. Een van de bekendste fragmenten uit Book One is hier een goed voorbeeld van. In The Boat-Stealing Episode beschrijft de dichter hoe hij als jonge knaap een boot ‘steelt’ en midden in de nacht gaat roeien op het meer van Ullswater. Hoe verder hij het meer oproeit, hoe hoger en bedreigender ("like a living thing") de heuvel voor hem oprijst, alsof hij hem wil straffen voor zijn daad. Deze ervaring blijft nog lang daarna in zijn geest rondspoken.

### Boek 2: Schooltijd (voortzetting)
Hoewel de jonge William naar de grammar school in Hawkshead ging, vermeldt hij dat niet. De enige vorm van leren waar hij het in dit gedeelte over heeft, zijn uitstapjes in de natuur. Hij weidt uit over sport en spel en evoceert onder meer de bootraces die de kinderen in de zomer op het meer hielden. Reeds als kind, zo maakt hij duidelijk, hechtte hij sterk aan rust en onafhankelijkheid en leek hij innerlijke kracht te putten uit eenzaamheid. Stilaan neemt zijn vermaak subtielere vormen aan, als resultaat van de studie en de waardering van de natuur en het landschap.

### Boek 3: Verblijf te Cambridge
Nu zijn opvattingen grotendeels gevormd zijn, moet de dichter beslissen hoe uiting kan geven aan zijn nieuwe inzichten. Hij vermeldt activiteiten en ervaringen aan de universiteit zoals lezingen en examenangst, maar is niet erg geïnteresseerd in academische onderscheiding, al maakt hij zich soms zorgen over zijn materiële toekomst. Na zijn leven als student verlaat hij zijn metgezellen en trekt hij naar het platteland. Daar reflecteert hij onder meer op het onderwijssysteem, dat in zijn ogen veel beter was tijdens de renaissance. Hij had verwacht dat de universiteit een verrijkende ervaring zou zijn, maar dat viel hem erg tegen. De acht maanden die hij tot hiertoe doorbracht aan de universiteit, met haar competitiedrang en drukkende sfeer, steken ongunstig af bij de weldoende natuur van het platteland. In positieve zin ziet de jonge William deze periode als een overgangsfase van zijn eenzame jeugd naar de zeden en manieren van de volwassenen.

### Boek 4: Zomervakantie

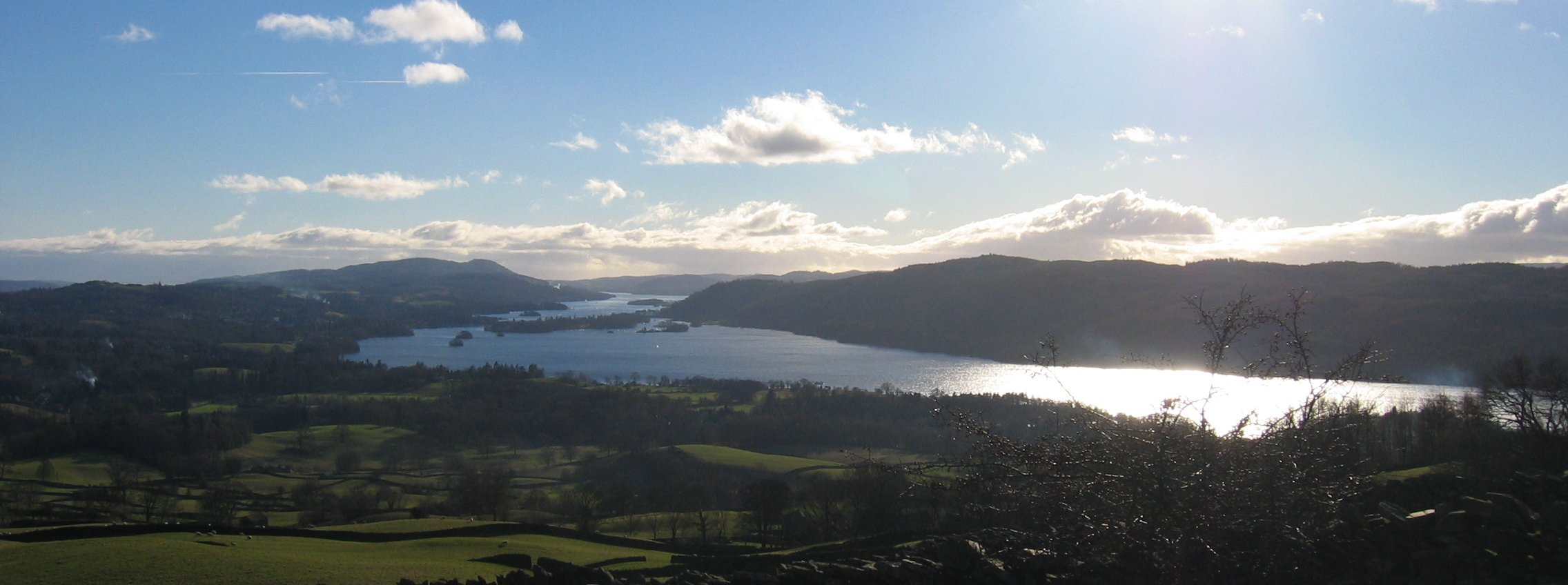
Lake Windermere

Op een mooie zomerdag kuiert de dichter over de heide en beklimt hij vol verwachting een richel om een uitzicht te hebben op het meer van Windermere. Omdat het meer lang en smal is, vergelijkt hij het met een rivier. Eindelijk is hij gelukkig. Samen met zijn vroegere hospita maakt hij een wandeling tussen de velden, waar hij voormalige buren begroet, alsook een aantal van zijn medestudenten uit Hawkshead. Hij weet niet of hij trots of beschaamd moet zijn dat hij hier rondwandelt, uitgedost als een gentleman uit Cambridge. Het eenvoudige leven waar hij opnieuw mee kennismaakt staat in schril contrast met de kunstmatigheid die hij kende in Cambridge. Hij voelt zich opgelaten, ‘frivool’ zelfs, en verklaart dat die lichtzinnigheid wordt getemperd door de beschouwing van Gods werken. Het laatste deel van boek 4 gaat over een ontmoeting tijdens een herfstwandeling die een sterke indruk op hem maakte. Een soldaat die in de tropen heeft gediend ziet er erg ziek en verzwakt uit. William begeleidt hem naar een cottage omdat de man zelf geen moeite doet om zijn lot te verbeteren. Zijn vertrouwen in God ("My trust is in the God of Heaven") lijkt absoluut.

### Boek 5: Boeken

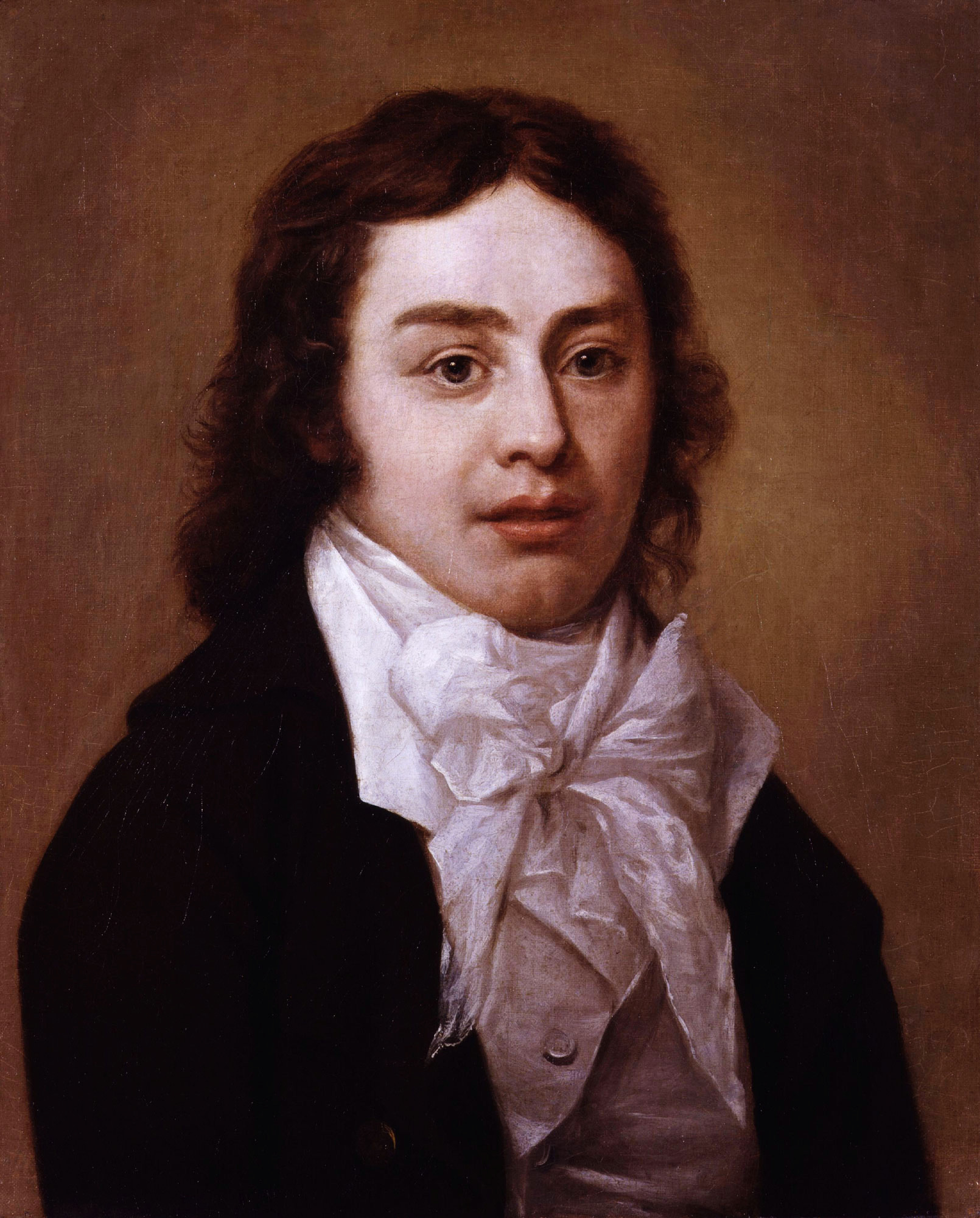
Wordsworths vriend Samuel Taylor Coleridge

Op een zomerdag, zo vertelt de dichter, zat hij in een rotsachtige kreek met uitzicht op de zee en las Don Quichot, waarop hij wegdoezelde en een levendige droom kreeg over het futiele om te proberen onsterfelijk te worden door het scheppen van kunstwerken. Boek 5 geeft de lezer ook een glimp hoe het het kind leert van jeugdliteratuur en Wordsworth uit zijn dankbaarheid aan alle scheppers van verzen en verhalen en noemt ze de grote weldoeners van de mensheid. Zich tot Coleridge richtend, prijst Wordsworth opnieuw de natuur en wat ze ons leert en vraagt waar ze beiden als dichters zouden staan als ze niet gekozen hadden voor velden en wegen, iets wat overbeschermde kinderen uit die tijd ontzegd werd. In een fragment over lieflijkheid en kracht prijst hij het vermogen van de "dromers van de romances en legenden", zoals de auteur van Arabische nachten, om wat kleur te brengen in het leven van een gewoon kind. Hij vertelt hoe hij op tienjarige leeftijd samen met een vriend de poëzie ontdekte en hoe ze elkaar aan de boord van het meer ontroerende stukjes voorlazen. Lezen werd voor hem vanaf toen een dierbare vorm van escapisme ("in that delicious world of poesy.")

### Boek 6: Cambridge en de Alpen
Wordsworth zegt dat er de tijdens zijn tweede en derde jaar studie niets noemenswaardig gebeurde, maar dat hij zich wel nog meer distantieerde van de mensen die hij had gekend en zich volop overgaf aan studeren en lezen. Geometrie vond hij als studievak fascinerend omdat het de natuur ordende, en het voor hem een geruststellend bewijs was voor de eeuwigheid en het bestaan van een onveranderlijke godheid. Hij haalt in dit gedeelte van The Prelude herinneringen op aan de zomer die hij doorbracht met zijn zuster Dorothy en beschrijft het platteland van Derbyshire en Yorkshire waar ze samen lange wandelingen maakten. Tijdens zijn derde zomervakantie geeft Wordsworth opnieuw gehoor aan de lokroep van de natuur en maakt samen met een vriend-bergbeklimmer een lange tocht naar de Alpen. De vrienden landen in Calais op de verjaardag van de Franse Revolutie. Dit is de eerste vermelding van deze revolutie en Wordsworth zelf verdedigt de rechtvaardigheid ervan en prijst de nieuwe vrijheid. In het wilde en ruige landschap van de Alpen ziet Wordsworth het bewijs van de eenheid van alle dingen. Over de oorlog zelf, in naam van vrijheid voor allen, zit hij met gemengde gevoelens. De reis heeft hem zo veel prachtige gezichten geschonken dat hij zich niet meer dan een toeschouwer van de oorlog kan voelen.

### Boek 7: Verblijf in Londen

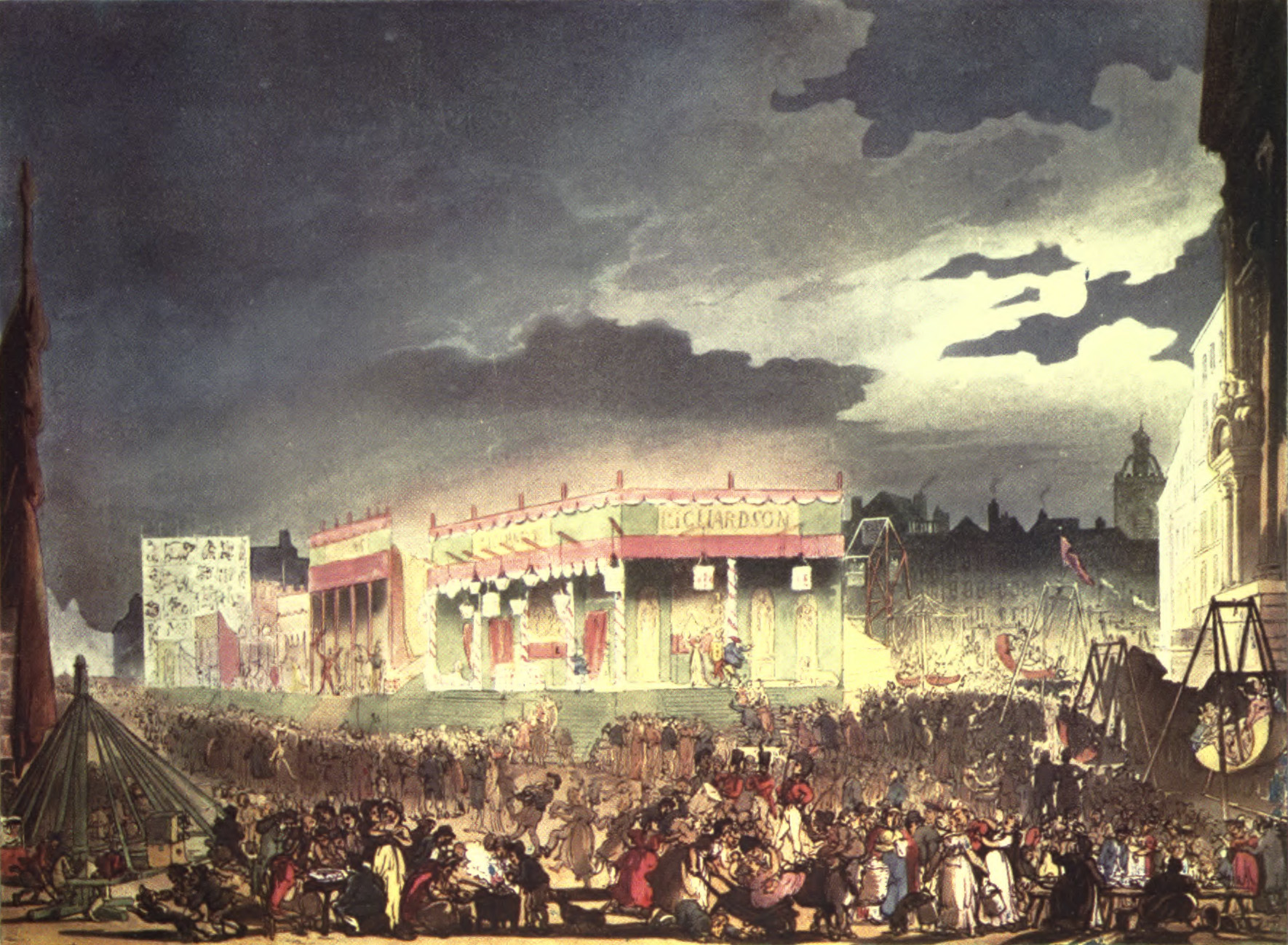
Bartholomew Fair in 1808

Bij boek 7 aangekomen, beklaagt Wordsworth zich erover dat het werk dat hij vijf jaar geleden is begonnen te traag opschiet. Toen hij de stad destijds verliet, kwam de wind hem als een blijde aanhef van zijn nieuw gedicht tegemoet, en alles liep als vanzelf alsof hij alles in een enthousiaste golf uitstortte:
FIVE years are vanished since I ﬁrst poured out,
Saluted by that animating breeze
Which met me issuing from the city’s walls,
A glad preamble to this verse— Eerste versregels van Book 7
VIJF jaren zijn er verstreken sinds ik de eerste keer vertrok,
Begroet door die bezielende wind
Die me tegemoetkwam toen ik de stadsmuren achter me liet,
Een blije inleiding op deze verzen
Hij vertelt de lezer dat hij terugkwam van zijn reis naar de Alpen en Cambridge sindsdien voorgoed heeft verlaten. Zijn toekomst was onzeker, en hij besloot in 1791 om in Londen het leven van een kosmopoliet te gaan leiden. Dit gedeelte van The Prelude is weinig introspectief. Wordsworth beschrijft de bekende Londense monumenten en vertelt over uitstapjes naar de voorsteden en de mensen die hij daarbij ontmoet. Hij besteedt aandacht aan wonderlijke musea en kunstgalerieën, en staat stil bij enkele kunstvoorwerpen die hij heeft gezien, en vertelt over vaudeville en pantomimes. Blijkbaar bezocht hij vooral veel theatervoorstellingen, van kluchten tot ernstige tragedies. In zijn beschrijving van de Londense straatmarkt en kermis van Bartholomew Fair stelt hij op elitaire wijze het zinloze gescharrel van de gewone mensen tegenover de ontwikkelde dichter die een zinvol leven leidt.

### Boek 8: Terugblik - Liefde voor de natuur leidt tot liefde voor de mensheid
My present theme
Is to retrace the way that led me on
Through Nature to the love of human-kind— Book 8, 592-594
Mijn huidige thema
Is het terugvinden van de weg
Die me door middel van de natuur leidde
Naar de liefde voor de mensheid

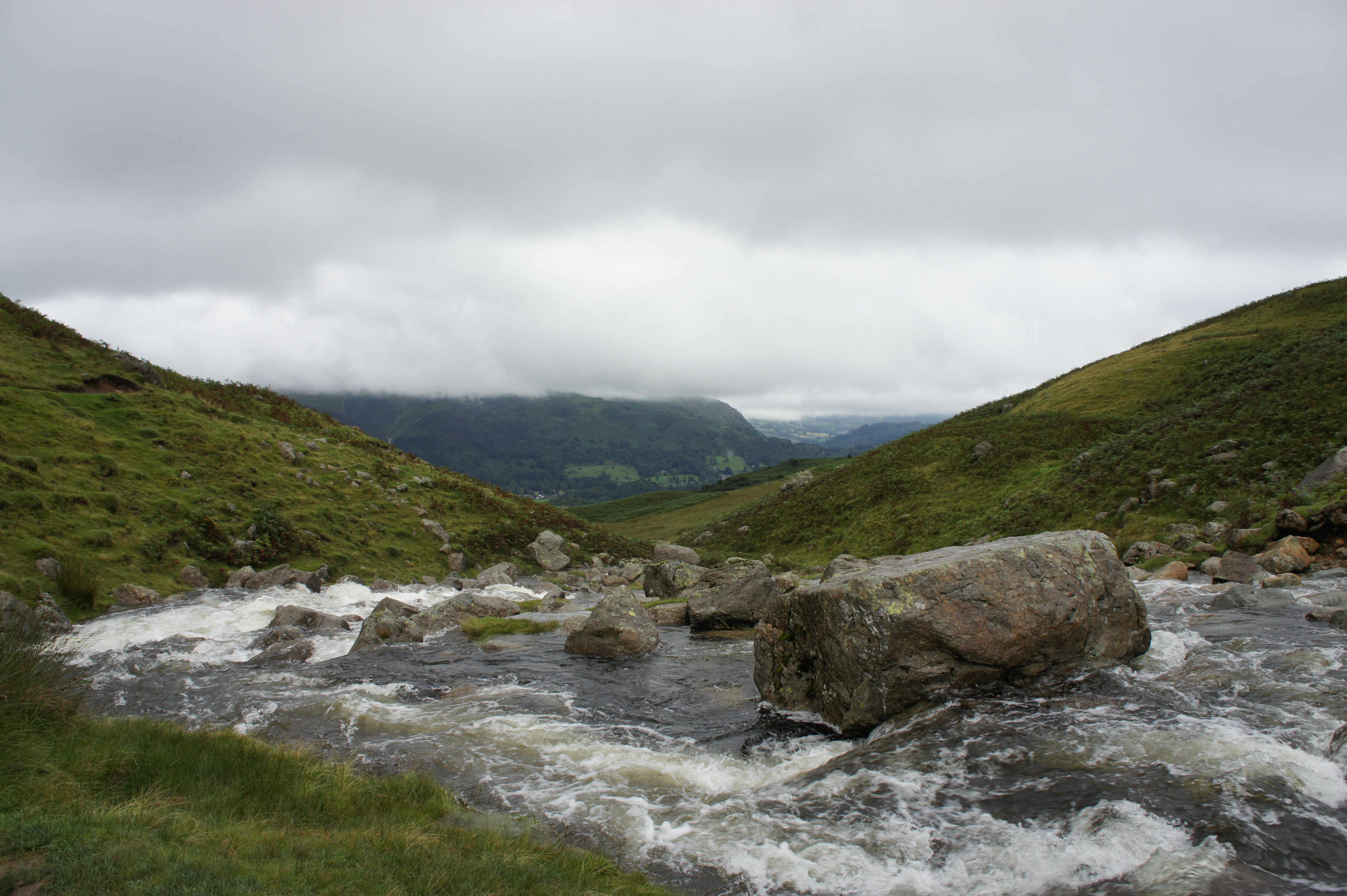
Tussen Grasmere en Easedale Tarn (Lake District) waar de Wordsworths vaak wandelden.

Na de beschrijving van Bartholomew Fair in Londen vervolgt The Prelude bij de terugkomst van de dichter in het Lake District met een landelijke markt in Cumberland, waar het heel wat gemoedelijker aan toegaat. Wordsworth wijst op de deugd en de eenvoud van deze mensen, ook al is het een evenement dat in vergelijking met het Londense spektakel weinig indruk maakt. De drukte van de grootstad heeft hem de natuur niet doen vergeten, en hij spreekt vol lof over de omgeving waar hij als kind is opgegroeid. De plaats waar hij zich thuis voelt is als een paradijs, en de vrije landarbeiders zijn vol natuurlijke schoonheid en gratie, een voorstelling die sterk aan Rousseaus "edele wilde" doet denken. Hij mediteert over de schaapherders die hij ziet in Engeland en vergelijkt die met die uit de klassieke verhalen, en geeft een romantische visie op het leven van de schaapherder doorheen de seizoenen. De natuur, zo stelt hij vast, was tot zijn tweeëntwintig jaar belangrijker dan de mensheid, en inspireerde hem om zich op dichterlijke wijze uit te drukken. De groeiende belangstelling voor echte mensen en hun problemen stimuleerden op hun beurt dan weer de ontwikkeling van abstracte ideeën in zijn geest. Het was tijdens zijn tweede bezoek aan Londen dat hij zich bewust werd van zijn taak om de mensheid door middel van zijn poëzie te onderwijzen.

### Boek 9: Verblijf in Frankrijk
Het meanderen van de rivier brengt de dichter in verband met zijn eigen pogingen om terug greep te krijgen op zijn verleden. Zoals de rivier zich terugtrekt naar haar bronnen wanneer de zee haar dreigt op te slorpen, zo keert de dichter in zijn geheugen terug naar zijn jeugd. Hij herinnert zich hoe hij na een jaar verblijf in Londen heimwee kreeg naar Frankrijk, hoe hij Het Kanaal was overgestoken en op weg naar Orléans in Parijs had verbleven. Daar was hij getuige geweest van hectische taferelen rondom het koninklijk paleis ("I saw the Revolutionary Power / Toss like a ship at anchor, rocked by storms") en had daar de hoop en vrees van het gewone volk gedeeld. In Orléans gaat hij om met royalisten uit de betere klasse die terug verlangen naar de tijd van voor de Revolutie. Overal waar de dichter komt, ziet hij jongemannen naar het front vertrekken, om mee te strijden tegen de coalitie van naties. Vooral de hartverscheurende afscheidsscènes maken diepe indruk op hem.
Hij wordt bevriend met een van de officieren die hij daar ontmoet, Michel Beaupuy, iemand die door de gesprekken die ze hebben een grote invloed zou hebben op zijn intellectuele ontwikkeling. Aan deze vriend wijdt Wordsworth een groot gedeelte van Book 9. Hij herinnert zich het verhaal dat zijn vriend vertelde over de tragische afloop van de liefde tussen de adellijke jongeling Vaudracour en de meid Julia, die omwille van het statusverschil van Vaudracours vader niet mochten trouwen. Deze lange passage zou volgens critici autobiografische elementen bevatten over Wordsworths relatie met het Franse meisje Annette Vallon.

### Boek 10: Verblijf in Frankrijk en de Franse Revolutie
Op weg naar Parijs passeert de dichter het platteland van de Loire en hij laat zijn gedachten gaan over de recente gebeurtenissen in Frankrijk. Tijdens zijn afwezigheid uit de hoofdstad werd koning Lodewijk XVI van de troon gestoten en werd de republiek uitgeroepen. Dit gaf aanleiding tot het vormen van een coalitie tegen Frankrijk, en na de eerste schermutselingen werden de vreemde agressors teruggedrongen. In Parijs bezoekt de dichter de tempel waar Lodewijk en zijn familie gevangen hebben gezeten. Het bloedbad tijdens het ontstaan van de republiek werd weliswaar gepleegd in naam van de vrijheid, maar Wordsworth blijft hopen dat het ergste nu voorbij is. Wanneer hij in het koninklijk paleis Robespierre hoort praten, beseft hij echter dat de koers die de revolutie zal nemen weleens door extremisten kan worden bepaald. Toch blijft hij geloven in de revolutie, en maakt zelfs plannen om samen met de patriotten te gaan strijden. Gelukkig voor hem keert hij op tijd naar Engeland terug voor de zaak helemaal uit de hand loopt. Wordsworth geeft vervolgens een levendige beschrijving van het schrikbewind in Frankrijk, al kan dit niet uit de eerste hand te zijn omdat hij in 1793 in Engeland was. Ook de dag dat de terreur eindigde herinnert hij zich levendig. Hij vertelt hoe hij herinneringen ophaalde in de buurt van zijn oude grammar school, en aan de rivier een groep reizigers ontmoette; een van hen vertelde dat Robespierre was terechtgesteld. Dit geeft hem hoop dat uit de bloederige revolutie toch een nieuwe gerechtigheid zal verrijzen.

### Boek 11: Hoe de verstoorde verbeelding te herstellen
Het is lente en de dichter wordt weer overweldigd door de kracht van de natuur. Hij verwijt zichzelf dat hij te lang de nieuwe cultus van de rede heeft gevolgd en alles rationeel wilde onderzoeken. Daardoor is hij nu afgesneden van het gevoel dat de hele mensheid als een geheel verbonden is. Hij vreest zelfs dat hij de fysieke wereld heeft weggeredeneerd en wil nu manieren vinden om de verbeelding, die hij tekort heeft gedaan, weer te herstellen.
I saw the spring return, when I was dead
To deeper hope
Ik zag de terugkeer van de lente, toen dieper verlangen
In mij gestorven was
Toen hij jong was kon hij nog genieten van eenvoudige dingen en voelde zich in harmonie met de natuur. Nu is hij verzwakt door het nieuwe intellectualisme en anti-sentimentalisme dat hem (onder invloed van William Godwin) in zijn greep heeft gekregen. De menselijke geest is echter in staat om zichzelf te genezen door in de tijd terug te keren naar ervaringen toen de ziel verheven reageerde op de uitdagingen die externe gebeurtenissen boden. Deze ogenblikken vinden hun weg terug naar de poëtische geest in de vorm van levendige herinneringen.

### Boek 12: Zelfde onderwerp (voortzetting)
In Wordsworths visie is de dichter meer dan een producent van mooie verzen: hij is de brenger van de waarheid. In dit gedeelte benadrukt hij de rol die de natuur heeft om de poëet daarvoor in de juiste gemoedstoestand te brengen: "emotion recollected in tranquility". Het beschouwen van de natuur brengt de geest in vervoering en geeft hem ook rust:
From Nature doth emotion come,
 and moods
Of calmness equally are Nature's gift
Als de dichter zich hiervan onder druk van het dagelijks leven distantieert, dan verliest hij voeling met de bron die zijn genie voedt, en heeft alleen maar oog voor het tijdelijke en het banale. Zo maakt Wordsworth in dit gedeelte van The Prelude duidelijk dat gewone mensen zo hard bezig zijn met het bevredigen van hun dierlijke lusten dat ze er niet aan toekomen om hun geest te verheffen. Vandaar, zo stelt hij, dat in hoge ambten bijna geen mensen van lage komaf voorkomen. Wordsworth ziet hierin een taak voor de dichter weggelegd. Zijn missie is om zijn verbeelding te volgen en aan de mens zijn eigen ziel te openbaren; de dichter als profeet. Hij vergelijkt zijn rol met die van een Keltische druïde, wiens heidense natuuraanbidding veel lijkt op de dichter die zijn boodschap op een pantheïstische manier overbrengt.

### Boek 13: Conclusie

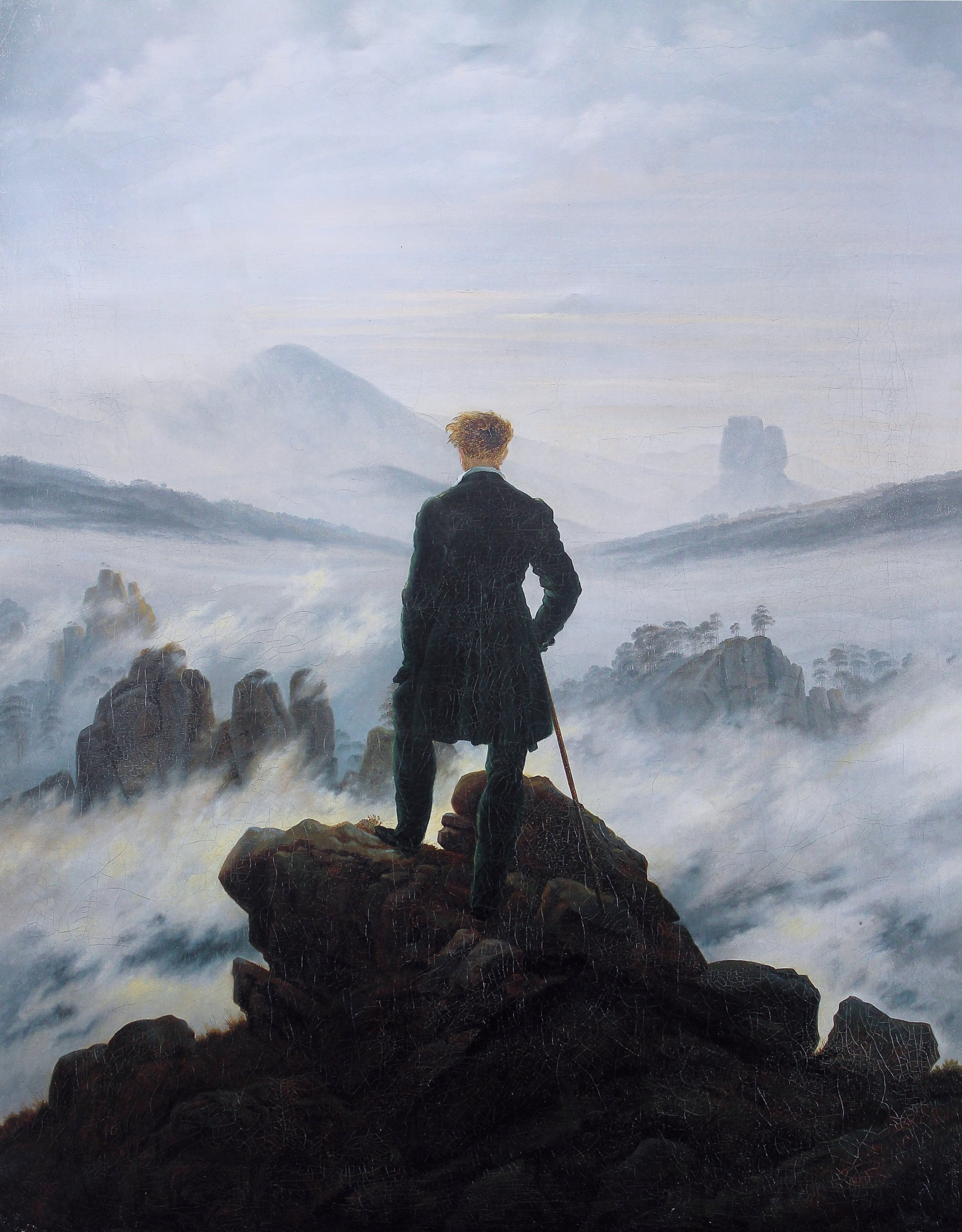
Schilderij van de Duitse romantische landschapsschilder Caspar David Friedrich De wandelaar boven een zee van mist uit 1818 heeft als thema de overweldigende ervaring van een majestueus landschap.

In dit gedeelte van het gedicht benadrukt Wordsworth opnieuw een aantal punten uit vorige boeken die van belang zijn bij de optimale ontwikkeling van de dichterlijke geest.
Boek 13 begint met de beschrijving van een wandeling in Noord-Wales die Wordsworth maakte met een vriend. Ze beklimmen een berg, vergezeld van een herder die hun de weg wijst. Op de bergtop, waar hij eerder dan de anderen aankomt, wordt de dichter overweldigd door het uitzicht op het maanverlichte Welshe landschap, en hij voelt de werking van een ‘majestueuze geest’ (majestic mind):
There I beheld the emblem of a mind
That feeds upon infinity, that broods
Over the dark abyss.
Daar aanschouwde ik het symbool van een geest
Gevoed door het oneindige, peinzend
Over de peilloze diepte.

Hij benadrukt nogmaals het ‘goddelijk’ vermogen van de dichter om het universum te interpreteren door de kracht van zijn verbeelding: "Such minds are truly from the Deity, / For they are Powers." Hij prijst zich gelukkig dat hij als dichter tot de uitverkorenen behoort die zulke extatische momenten kunnen beleven. Hij betreurt nogmaals de tijd die hij verspild heeft in zijn leven door zich op dingen te richten die zijn artistieke ontwikkeling hebben vertraagd. Hij brengt het leven dat de dichter zou moeten leiden in verband met Plato’s streven naar absolute schoonheid en het goede. De geest bewondert dingen niet alleen omdat ze aangenaam of nuttig zijn, maar omdat ze deel uitmaken van een ons overstijgende wonderlijke eenheid. Wij kunnen die intellectuele liefde uitsluitend kennen, zo zegt Wordsworth, door middel van de verbeelding. Zijn zuster Dorothy ("Child of my parents, sister of my soul") prijst hij als iemand die een grote rol heeft gespeeld bij zijn ontwikkeling als dichter, evenals Coleridge ("O most loving soul, Placed on this earth to love and understand"). Hij richt zich tot slot tot deze vriend en zegt dat de voltooiing des dichters geest nu getrouw is beschreven : 
And now, O friend, this history is brought

To its appointed close: the discipline

And consummation of the poet’s mind

In every thing that stood most prominent

Have faithfully been pictured.

## Tekst- en drukgeschiedenis

### Wordsworths revisies
Volgens Ernest de Sélincourt, die Wordsworths werken in de eerste helft van de 20e eeuw uitgaf, is er geen enkele andere dichter bekend die zo lang en zo nauwgezet aan zijn tekst is blijven werken. Veel literaire critici zoals Zachary Leader en Harold Bloom zijn van oordeel dat Wordsworths voortdurende correcties en revisies aan de tekst van 1805 niet altijd even gelukkig waren: "The 1850 text both suffers and gains by nearly half a century of Wordsworth’s revisions [...] and the attempts of the older Wordsworth to correct the younger were not always fortunate" De oudere dichter gaat volgens Bloom soms te werk als een orthodoxe censor, waardoor de creatieve autonomie die het gedicht kenmerkte verloren gaat. Een meer afstandelijke abstractie komt in de plaats van echte, doorleefde gevoelens.

### Manuscripten
Niet minder dan zeventien manuscripten zijn te bezichtigen in de Wordsworth-bibliotheek in Grasmere, de Dove Cottage waar William woonde in de periode tussen 1799 en 1809 en waar hij veel van zijn gedichten schreef. Vier duidelijk van elkaar onderscheidbare manuscripten die Wordsworth van het gedicht maakte zijn de versies van 1798-1799, 1805-1806, 1818-1820 en 1832-1839.
Het vroegste manuscript, "MS JJ" genoemd, is een reeks fragmentarische, losjes verbonden teksten over de jeugd van de auteur en dat materiaal zou hij later gebruiken in de eerste twee boeken over The Prelude. Wordsworth schreef het in de Duitse stad Goslar, in de winter van 1798-1799. Het manuscript bevat reeds de beginregels "Was it for this" die in de "Two Part Prelude" zouden voorkomen.

### Gedrukte versies
- De versie van 1799, "The Two-Part Prelude" genoemd, is de veel kortere versie bestaande uit twee delen, geschreven in 1798-1799.
- De versie van 1805 werd gevonden en gedrukt door Ernest de Sélincourt in 1926, in dertien boekdelen.
- De versie van 1850 verscheen kort na de dood van Wordsworth, in veertien boekdelen

Wordsworth bracht 45 jaar door met polijsten van de stijl. Volgens The Norton Anthology of English Literature is de 1850-versie weliswaar meer gepolijst, maar enigszins tam in vergelijking met de versie van 1805.

## Nederlandse vertaling
De enige versie die naar het Nederlands is vertaald, is die van 1805:
- Jan Kuijper: Prelude, Uitgeverij Athenaeum - 2020, een vertaling van de editie 1805.